# 崔問余
崔問余，字启藻、又字季芳（一作李芳），号少山，陕西蒲城人，清朝政治人物、戲劇家、進士出身。
嘉庆三年（1798年）鄉試中舉，嘉庆六年（1801年），登进士，授翰林院编修。崔問余幼年與單氏訂婚，後父崔希駟虧空查抄，單氏悔婚，單女堅持婚約，并因此自盡。崔問余有感此事，著有戲劇《碧玉細傳奇》追悼。